# 尖嘴吸蜜鸟属
尖嘴吸蜜鸟属（学名：Acanthorhynchus）是雀形目吸蜜鸟科下的一属，其拉丁学名意为“尖嘴的”。属下现有两种物种，均分布在澳大利亚，一种位于东部一种位于西部。

## 种
- 尖嘴吸蜜鸟属 Acanthorhynchus
  - 东尖嘴吸蜜鸟 A.tenuirostris  无危(IUCN 3.1)[2]
  - 西尖嘴吸蜜鸟（英语：Acanthorhynchus superciliosus） A.superciliosus  无危(IUCN 3.1)[3]

## 描述
它们身长15厘米，羽毛呈黑，白和栗色，有着长而向下垂的鸟喙。

## 栖息地和习性
它们主要栖息在森林，花园和灌木林中，并以花蜜和昆虫为食。